# Drinkeldodenkarkhoff (Borkum)
Der Drinkeldodenkarkhoff (=„Friedhof für Ertrunkene“) mit der angrenzenden Dodemannsdelle (=„Tal des toten Mannes“) befindet sich auf der Ostfriesischen Insel Borkum. Er war ein Friedhof der Heimatlosen, auf dem die Leichname der an den Küsten angespülten Opfer von Strandungen oder Schiffsuntergängen christlich bestattet wurden. Der Name dieses Friedhofs erklärt sich daher, dass die meisten Opfer nicht mehr zu identifizieren waren und daher nicht in ihrer Heimat bestattet werden konnten. Nachdem der Friedhof eingeebnet wurde, ist er heute eine Gedenkstätte.

## Geschichte
Es ist unbekannt, wann die Borkumer den Friedhof anlegten. Die Opfer waren so zahlreich, dass die Borkumer sie seinerzeit nicht auf dem Walfängerfriedhof am alten Leuchtturm bestatten konnten, da dieser dafür zu klein war. Allein im Jahr 1860 gab es 21 „Drinkeldode“, gegenüber zehn verstorbenen Insulanern. Ab 1859 dokumentieren die Kirchenbücher der Reformierten Kirche Bestattungen auf dem bereits früher genutzten Friedhof.
Vermutlich wickelten sie die meisten an den Strand gespülten Leichen in einfache Tücher und bestatteten sie in den Dünen auf dem Drinkeldodenkarkhoff einem Tal östlich des Großen Kaaps, eines hölzernen Tages-Seezeichens. Den Gegenwert des Ohrring eines Seemannes oder andere bei den Leichen gefundenen Wertgegenstände gaben die Borkumer dagegen meist für ein Begräbnis in einem einfachen Holzsarg aus. Die Gräber selbst blieben ohne weiteren Schmuck oder Denkmäler. Die größte Massenbestattung fand Ende des 18. Jahrhunderts statt: 1792 strandete das englische Schiff The Liberty vor Borkum und sank. Dabei kam die die gesamte 300 Mann umfassende Besatzung ums Leben. Ihre Leichen bestatteten die Borkumer in der dem Drinkeldodenkarkhoff benachbarten „Dodemannsdelle“ (=„Tal des toten Mannes“).
1835 fand die wohl einzige nicht anonyme Bestattung statt. Der Bestattete war auch kein ertrunkener Seemann, sondern der Amtsvogt Tönjes Bley. Dieser hatte testamentarisch verfügt, auf dem Drinkeldodenkarkhoff beerdigt zu werden. An ihn erinnerte fortan ein besonders erhöhter, mit einem Denkmal geschmückten Grabhügel, der noch 1872 von einem auf Borkum weilenden Bremer Pastor gesehen wurde. Er beschreibt den Drinkeldodenkarkhoff als einen eingefriedeten Platz mit einigen erhöhten Grabhügeln.
Im Jahre 1875 fand laut Recherchen des Borkumer Archivars Wilhelm Pötter die letzte Beerdigung auf dem Drinkeldodenkarkhoff statt. Angeschwemmte Ertrunkene bestatteten die Borkumer fortan auf dem neuen, zwei Jahre zuvor angelegten Friedhof an der Deichstraße. Allerdings ohne die Mitwirkung eines Geistlichen, da man oftmals nicht wusste, ob die Toten dem christlichen Glauben angehörten.
Der Drinkeldodenkarkhoff verfiel danach. Um 1900 soll an dem „Friedhof  für  Heimatlose“ noch ein Kreuz mit einer Inschrift gestanden haben und auch nach dem Ersten Weltkrieg soll das Areal noch als Friedhof erkennbar gewesen sein. Im frühen 20. Jahrhundert wurde der alte Drinkeldodenkarkhoff schließlich eingeebnet. Die Norddünen, in denen er lag, sind inzwischen teilweise überbaut. Vom historischen Friedhof ist nichts mehr zu erkennen.
Am 2. Dezember 1929 ließ der Rat der Stadt Borkum die Bezeichnung Drinkeldodenkarkhoff aus den offiziellen Plänen der Gemeinde Borkum streichen. Seit 1931 heißt  das Areal in den amtlichen Karten „Spielplatz Sancta Maria“.
Auf Initiative des Borkumer Museumsleiters Helmer Zühlke ließ der örtliche Heimatverein im Jahre 2009 ein Denkmal des Föhrer Inselsteinmetzes Markus Thiessen aufstellen, das an die einstige Ruhestätte erinnert.